# Lumea de Dincolo: Războaie Sângeroase
Lumea de Dincolo: Războaie Sângeroase (titlu original: Underworld: Blood Wars) este un film american din 2016 regizat de Anna Foerster (debut regizoral). Rolurile principale au fost interpretate de actorii Kate Beckinsale în rolul Selenei, Theo James, Lara Pulver, James Faulkner și Charles Dance. Este al cincilea film din seria Lumea de dincolo (Underworld) și o continuare a filmului Lumea de dincolo: Trezirea la viață (2012). 

## Distribuție
- Kate Beckinsale - Selene, a Death Dealer[9]
- Theo James - David, un Vampir hybrid și aliatul/protejatul Selenei.[10]
- Tobias Menzies - Marius, un conducător al Lycanilor și principalul antagonist al filmului.
- Bradley James - Varga, the Eastern Coven's leading Death Dealer.[11]
- Peter Andersson[12] - Vidar, the elder of the Nordic Coven[13]
- James Faulkner - Cassius
- Clementine Nicholson - Lena, the Nordic Coven's greatest warrior and daughter of Vidar.[14]
- Daisy Head - Alexia,[12] a neophyte Death Dealer from the Eastern Coven and Marius's vampire lover
- Oliver Stark - Gregor
- Charles Dance - Thomas, a Vampire Elder and David's father.[12]

## Producție
Filmările au început la 19 octombrie 2015, în Praga, Republica Cehă, fiind programate a dura peste 10 săptămâni. Cheltuielile de producție s-au ridicat la  35 milioane $.

## Primire
A avut încasări de 81,1 milioane $.